# Listrognathus flavopetiolatus
Listrognathus flavopetiolatus là một loài tò vò trong họ Ichneumonidae.